# Paul Hoffmann (Politiker, 1863)
Paul Hoffmann (* 12. Oktober 1863 in Freiberg; † 28. März 1928 in Hamburg) war ein deutscher Schuhmacher und Seemann, der später Hamburger Bürgerschaftsabgeordneter und Senator (SPD) wurde.

## Leben

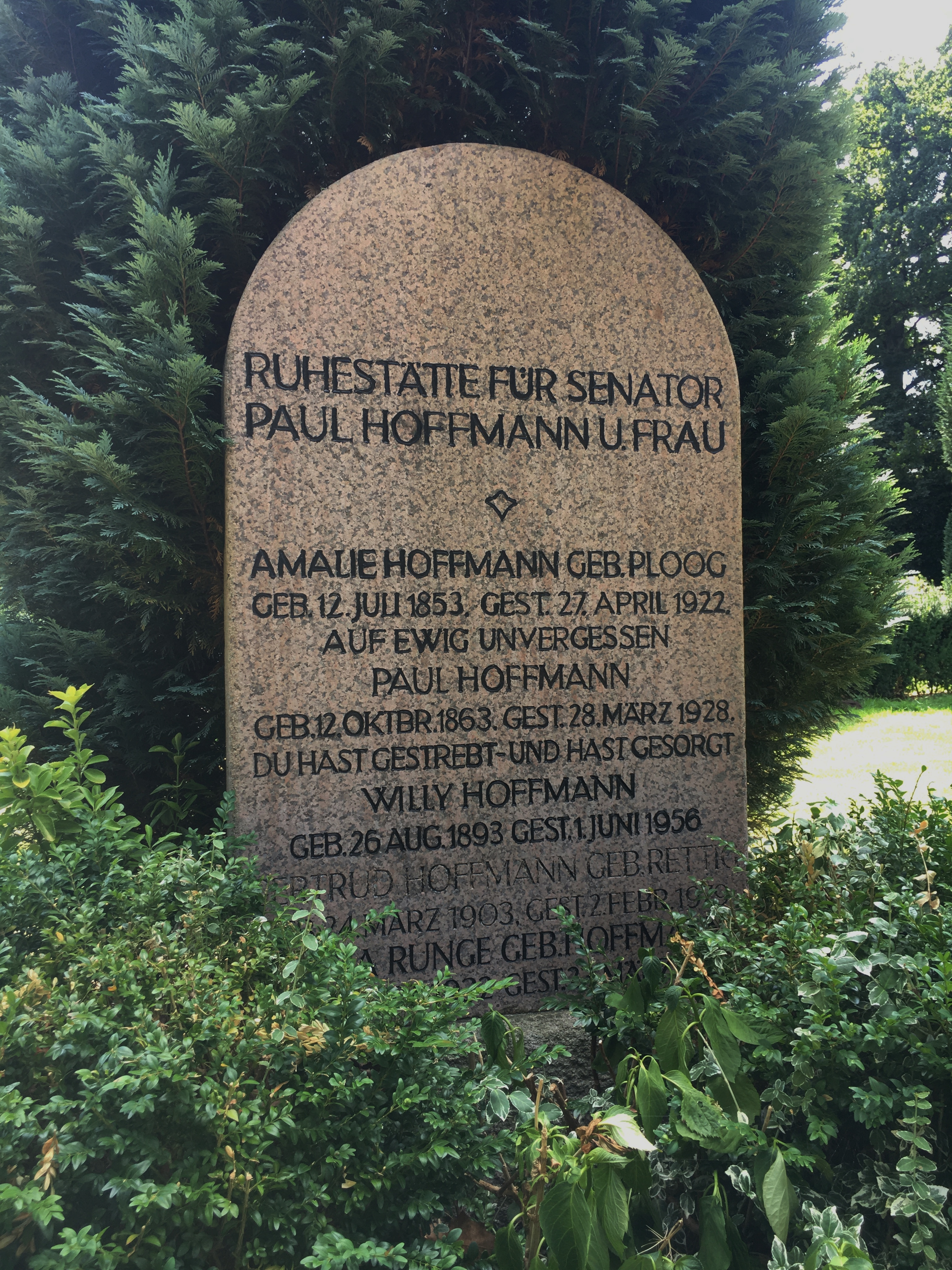
Grabstätte Paul Hoffmann auf dem Friedhof Ohlsdorf

Als uneheliches Kind geboren, besuchte Hoffmann die Schule in Tharandt, bevor er erfolgreich eine Lehre als Schuhmacher absolvierte. Ende der siebziger Jahre ging Hoffmann auf Wanderschaft und ließ sich 1881 in Hamburg nieder. Da er in seinem erlernten Beruf keine Arbeit fand, fuhr er als Kohlentrimmer und Schiffsheizer zur See. Hoffmann schloss sich 1884 der Sozialdemokratie an. Ab 1892 betrieb er eine Gast- und Schankwirtschaft in der Hafenstraße in St. Pauli und war Vorsitzender des Heizer- und Trimmerverbands. Er sprach sich gegen die Ausrufung des Hamburger Hafenarbeiterstreik 1896/97 aus. 1907 wechselte er als Expedient zu der Druckerei Auer & Co., die der SPD gehörte und gab seine Gastwirtschaft ab. Seine letzte Ruhestätte fand Paul Hoffmann auf dem Hamburger Friedhof Ohlsdorf im Planquadrat K 12.

## Politischer Werdegang
Hoffmann war einer der führenden SPD-Mitglieder Hamburgs und neben Gustav Stengele und Paul Weinheber gehörte er seit Mitte der neunziger Jahre zum Vorstand des sozialdemokratischen Wahlkreiskomitees zum Reichstagswahlkreis 2 an. Dank ihrer Tätigkeit fiel dieser Wahlkreis sicher an Johann Heinrich Wilhelm Dietz. 1907 wurde Hoffmann in die Hamburgische Bürgerschaft gewählt, der er bis 1924 angehörte. Dort war er neben Otto Stolten der Hauptwortführer der SPD. 
Am 28. März 1919 wurde Hoffmann in den Hamburger Senat gewählt, dem er bis zu seinem Ausscheiden aus Altersgründen am 18. März 1925 angehörte. Im Senat vertrat Hoffmann vor allem die Ressorts Wohlfahrt und Jugend. Dabei reformierte er das Wohlfahrtswesen in Hamburg maßgeblich.